# Re'u
Re'u er ifølge Første Mosebog stamfaren til Abraham, søn af Peleg og far til Serug.
Han var 32 år da han blev far til Serug og levede derefter i 207 år, og blev altså 239 år gammel. Septuaginta siger dog at han var 132 år da Serug blev født og altså så blev blev 339 år.